# Tre Giorni delle Fiandre Occidentali 2013
La Tre Giorni delle Fiandre Occidentali 2013, quattordicesima edizione della corsa, valevole come prova del circuito UCI Europe Tour 2013 categoria 2.1, si svolse in due tappe, precedute da un cronoprologo, dal 1° al 3 marzo 2013 per un percorso di 364,2 km, con partenza da Middelkerke e arrivo ad Ichtegem. Fu vinta dal belga Kristof Vandewalle dell'Omega Pharma-Quickstep Cycling Team, che si impose in 8h 33' 22" alla media di 42,56 km/h.
Al traguardo di Ichtegem furono 167 i ciclisti che completarono la competizione.

## Tappe
| Tappa  | Data     | Percorso                        | km    | Vincitore di tappa | Leader cl. generale |
| ------ | -------- | ------------------------------- | ----- | ------------------ | ------------------- |
| prol.  | 1º marzo | Middelkerke (Cron. individuale) | 7     | Kristof Vandewalle | Kristof Vandewalle  |
| 1ª     | 2 marzo  | Bruges > Harelbeke              | 175,4 | Danilo Napolitano  | Kristof Vandewalle  |
| 2ª     | 3 marzo  | Nieuwpoort > Ichtegem           | 181,8 | Gerald Ciolek      | Kristof Vandewalle  |
| Totale | Totale   | Totale                          | 364,2 |                    |                     |

## Squadre e corridori partecipanti
| N.      | Cod. | Squadra                     |
| ------- | ---- | --------------------------- |
| 1-8     | OPQ  | Omega Pharma-Quickstep      |
| 11-18   | RLT  | RadioShack-Leopard          |
| 21-28   | FDJ  | FDJ                         |
| 31-38   | TST  | Team Saxo-Tinkoff           |
| 41-48   | LTB  | Lotto-Belisol Team          |
| 51-58   | ARG  | Team Argos-Shimano          |
| 61-68   | ALM  | AG2R La Mondiale            |
| 71-78   | VCD  | Vacansoleil-DCM             |
| 81-88   | KAT  | Katusha Team                |
| 91-98   | VIN  | Vini Fantini-Selle Italia   |
| 101-108 | COF  | Cofidis, Solutions Crédits  |
| 111-118 | EUC  | Team Europcar               |
| 121-128 | TSV  | Topsport Vlaanderen-Baloise |

| N.      | Cod. | Squadra                       |
| ------- | ---- | ----------------------------- |
| 131-138 | CRE  | Crelan-Euphony                |
| 141-148 | AJW  | Accent.jobs-Wanty             |
| 151-158 | MTN  | MTN-Qhubeka                   |
| 161-168 | TNE  | Team NetApp-Endura            |
| 171-178 | CSS  | Champion System               |
| 181-188 | RVL  | RusVelo                       |
| 191-198 | BSE  | Bretagne-Séché Environnement  |
| 201-208 | UHC  | UnitedHealthcare              |
| 211-218 | SKT  | An Post-ChainReaction         |
| 221-228 | PPY  | Team People4you-Unaas Cycling |
| 231-238 | RIJ  | Cyclingteam De Rijke-Shanks   |
| 241-248 | MMM  | Team 3M                       |

## Dettagli delle tappe

### Prologo
- 1º marzo: Middelkerke – Cronometro individuale – 7 km

Risultati
| Pos. | Corridore          | Squadra      | Tempo |
| ---- | ------------------ | ------------ | ----- |
| 1    | Kristof Vandewalle | Omega Pharma | 8'09" |
| 2    | Tiago Machado      | RadioShack   | a 8"  |
| 3    | Gert Steegmans     | Omega Pharma | a 9"  |

| Pos. | Corridore          | Squadra      | Tempo |
| ---- | ------------------ | ------------ | ----- |
| 1    | Kristof Vandewalle | Omega Pharma | 8'09" |
| 2    | Tiago Machado      | RadioShack   | a 8"  |
| 3    | Gert Steegmans     | Omega Pharma | a 9"  |

### 1ª tappa
- 2 marzo: Bruges > Harelbeke – 175,4 km

Risultati
| Pos. | Corridore         | Squadra      | Tempo    |
| ---- | ----------------- | ------------ | -------- |
| 1    | Danilo Napolitano | Accent.jobs  | 4h06'12" |
| 2    | Tom Van Asbroeck  | Topsport Vl. | s.t.     |
| 3    | Barry Markus      | Vacansoleil  | s.t.     |

| Pos. | Corridore          | Squadra      | Tempo    |
| ---- | ------------------ | ------------ | -------- |
| 1    | Kristof Vandewalle | Omega Pharma | 4h14'21" |
| 2    | Tiago Machado      | RadioShack   | a 8"     |
| 3    | Niki Terpstra      | Omega Pharma | a 9"     |

### 2ª tappa
- 3 marzo: Nieuwpoort > Ichtegem – 181,8 km

Risultati
| Pos. | Corridore      | Squadra       | Tempo    |
| ---- | -------------- | ------------- | -------- |
| 1    | Gerald Ciolek  | MTN-Qhubeka   | 4h19'01" |
| 2    | Adrien Petit   | Cofidis       | s.t.     |
| 3    | Bobbie Traksel | Champion Sys. | s.t.     |

| Pos. | Corridore          | Squadra       | Tempo    |
| ---- | ------------------ | ------------- | -------- |
| 1    | Kristof Vandewalle | Omega Pharma  | 8h33'22" |
| 2    | Tobias Ludvigsson  | Argos-Shimano | a 6"     |
| 3    | Niki Terpstra      | Omega Pharma  | a 7"     |

## Evoluzione delle classifiche
| Tappa              | Vincitore          | Classifica generale | Classifica a punti | Classifica sprint | Classifica giovani | Classifica a squadre   |
| ------------------ | ------------------ | ------------------- | ------------------ | ----------------- | ------------------ | ---------------------- |
| Prol.              | Kristof Vandewalle | Kristof Vandewalle  | Kristof Vandewalle | non assegnata     | Tobias Ludvigsson  | Omega Pharma-Quickstep |
| 1ª                 | Danilo Napolitano  | Kristof Vandewalle  | Kristof Vandewalle | Jelle Wallays     | Tobias Ludvigsson  | Omega Pharma-Quickstep |
| 2ª                 | Gerald Ciolek      | Kristof Vandewalle  | Adrien Petit       | Jelle Wallays     | Tobias Ludvigsson  | Omega Pharma-Quickstep |
| Classifiche finali | Classifiche finali | Kristof Vandewalle  | Adrien Petit       | Jelle Wallays     | Tobias Ludvigsson  | Omega Pharma-Quickstep |

## Classifiche finali

### Classifica generale
| Pos. | Corridore          | Squadra       | Tempo     |
| ---- | ------------------ | ------------- | --------- |
| 1    | Kristof Vandewalle | Omega Pharma  | 8h33'22 " |
| 2    | Tobias Ludvigsson  | Argos-Shimano | a 6"      |
| 3    | Niki Terpstra      | Omega Pharma  | a 7"      |
| 4    | Tiago Machado      | RadioShack    | a 8"      |
| 5    | Johan Le Bon       | FDJ           | a 11"     |
| 6    | Mark Cavendish     | Omega Pharma  | a 12"     |
| 7    | Jelle Wallays      | Topsport Vl.  | s.t.      |
| 8    | Matthieu Ladagnous | FDJ           | a 14"     |
| 9    | František Raboň    | Omega Pharma  | a 15"     |
| 10   | Roger Kluge        | NetApp-Endura | a 18"     |

### Classifica a punti
| Pos. | Corridore           | Squadra       | Punti |
| ---- | ------------------- | ------------- | ----- |
| 1    | Adrien Petit        | Cofidis       | 16    |
| 2    | Gerald Ciolek       | MTN-Qhubeka   | 15    |
| 3    | Jurgen Van de Walle | Lotto-Belisol | 15    |
| 4    | Danilo Napolitano   | Accent.jobs   | 15    |
| 5    | Tom Van Asbroeck    | Topsport Vl.  | 12    |

### Classifica sprint
| Pos. | Corridore           | Squadra       | Punti |
| ---- | ------------------- | ------------- | ----- |
| 1    | Jelle Wallays       | Topsport Vl.  | 12    |
| 2    | James Vanlandschoot | Accent.jobs   | 7     |
| 3    | Christoph Pfingsten | De Rijke-Sh.  | 6     |
| 4    | Sander Cordeel      | Lotto-Belisol | 4     |
| 5    | Tobias Ludvigsson   | Argos-Shimano | 3     |

### Classifica giovani
| Pos. | Corridore         | Squadra       | Punti    |
| ---- | ----------------- | ------------- | -------- |
| 1    | Tobias Ludvigsson | Argos-Shimano | 8h33'28" |
| 2    | Johan Le Bon      | FDJ           | a 5"     |
| 3    | Jelle Wallays     | Topsport Vl.  | a 6"     |
| 4    | Bob Jungels       | RadioShack    | a 12"    |
| 5    | Julien Vermote    | Omega Pharma  | a 14"    |